# Хуан Орландо Ернандес
Хуан Орландо Ернандес Альварадо (ісп. Juan Orlando Hernández; нар. 28 жовтня 1968, Грасіас, Гондурас) — п'ятдесят п'ятий президент Гондурасу з 27 січня 2014 до 27 січня 2022 року. Політик, член консервативної Національної партії Гондурасу, колишній підприємець, який переміг на виборах президента Гондурасу 2013 року.
Президент Національного Конґресу Гондурасу з січня 2010 до червня 2013 року, коли він одержав дозвіл від Конгресу усунутись від обов'язків у Конгресі, аби присвятити себе президентській кампанії. Заявляв, що братиме участь у виборах президента 2017 року, хоч конституція дозволяє лише один термін на посаді президента. 15 грудня 2016 року Верховний електоральний трибунал вирішив, два голоси супроти одного, дозволити Ернандесу взяти участь у передвиборчому внутрішньому голосуванні Національної партії Гондурасу 12 березня 2017 року, попри звинувачення в незаконності такого рішення. 12 березня 2017 року Ернандес переміг у партійному голосуванні Національної партії, що дозволило йому представляти партію на президентських виборах 26 листопада 2017 року, на яких він із невеликою перевагою переміг. 16 грудня оголосили про його перемогу на виборах, що, як прийнято вважати[ким?], відбулись неконституційним, незаконним і шахрайським шляхом.

## Життєпис
Народився 28 жовтня 1968 року в м. Грасіас департаменту Лемпіра в багатодітній сім'ї. Юрист за освітою, закінчив Національний університет Гондурасу та Державний університет Нью-Йорка (США) 1995 року. Займався бізнесом з виробництва кави та в радіо і теле- індустрії. 1997 року вперше був обраний до парламенту Гондурасу — Національного конгресу, а в 2010—2013 був його головою. Є членом національної партії. Переміг на президентських виборах 24 листопада 2013 року і став 27 січня 2014 новим президентом Гондурасу.
У лютому 2022 року поліція затримала Ернандеса в Тегусігальпі за звинуваченням у торгівлі наркотиками у відповідь на запит США про екстрадицію. Ернандеса було екстрадовано з Гондурасу в 2022 році після пред'явлення звинувачень Міністерством юстиції США. Прокурори звинуватили Ернандеса у змові з наркокартелями, які переміщували через Гондурас понад 400 тонн кокаїну в США, за що він отримував мільйони хабарів.
У березні 2024 журі в Нью-Йорку визнало Ернандеса винним за трьома звинуваченнями в торгівлі наркотиками після двотижневого суду. У червні колишнього президента Гондурасу Хуана Орландо Ернандеса засуджено американським судом до 45 років в'язниці і штрафу в $8 млн за торгівлю наркотиками. Ернандес, який раніше заперечував звинувачення, продовжував наполягати на своїй невинності на судовому засіданні.